# Bò
Bò là tên gọi chung để chỉ các loài động vật trong chi động vật có vú với danh pháp khoa học Bos, bao gồm các dạng bò rừng và bò nhà. Chi Bos có thể phân chia thành 4 phân chi là: Bos, Bibos, Novibos, Poephagus, nhưng sự khác biệt giữa chúng vẫn còn gây tranh cãi. Chi này hiện còn 5 loài còn sinh tồn. Tuy nhiên, một số tác giả coi chi này có tới 7 loài do các giống bò thuần hóa cũng được họ coi là những loài riêng.
Những loại bò chưa được khám phá thì giờ đã được các nhà khoa học nhanh chóng tiến hành thí nghiệm để có kết quả tốt nhất

## Tiến hóa
Họ Trâu bò được biết đến trong các mẫu hóa thạch từ Tiền Miocen, khoảng 20 Ma. Các loài dạng bò sớm nhất, như Eotragus, là các động vật nhỏ, hơi tương tự như linh dương Gazelle ngày nay và có lẽ đã sống trong môi trường đồng rừng. Số lượng loài họ Trâu bò gia tăng mạnh vào Hậu Miocen, khi nhiều loài thích nghi với môi trường đồng cỏ và thoáng đãng hơn.
Số lượng lớn nhất số loài hiện đại của họ Trâu bò thuộc về châu Phi, trong khi số lượng quần thể lớn chủ yếu nhưng ít đa dạng hơn lại thuộc về châu Á và Bắc Mỹ. Người ta cho rằng nhiều loài họ này đã tiến hóa ở châu Á nhưng không thể sống sót do sự săn bắt của các loài người đến từ châu Phi vào cuối thế Pleistocen. Ngược lại, các loài châu Phi có nhiều nghìn hay vài triệu năm để thích nghi với sự phát triển dần dần trong kĩ năng săn bắn của con người. Tuy nhiên, nhiều loài trong họ này được thuần hóa lại có nguồn gốc châu Á (dê, cừu, trâu và bò Tây Tạng). Điều này có thể là do các loài này ít e ngại con người hơn và dễ sai bảo hơn.
Một lượng nhỏ các loài hiện đại trong họ Trâu bò thuộc châu Mỹ là tương đối gần đây theo đường cầu đất liền Bering, nhưng chúng vẫn đến khu vực này trước khi con người đặt chân tới đây.

## Giải phẫu và hình thái

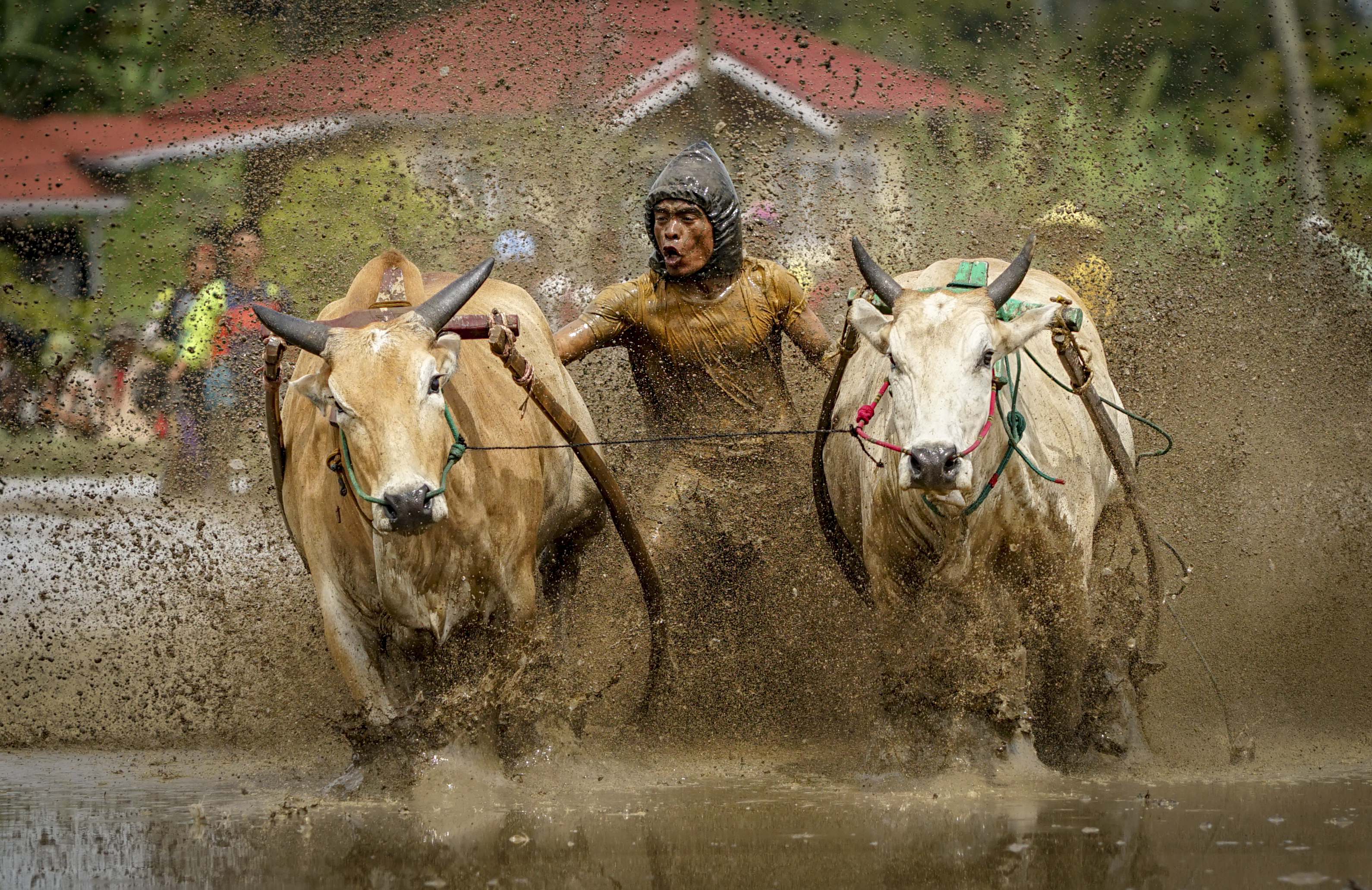
Đua bò

Phần lớn các loài là động vật gặm cỏ, với lưỡi dài để liếm các loại cỏ mà chúng thích cùng các răng lớn để nhai cỏ. Nhiều loài là động vật nhai lại, với dạ dày có 4 ngăn (túi) cho phép chúng có thể tiêu hóa những loại cỏ khó tiêu nhất. 4 ngăn dạ dày bò bao gồm: dạ cỏ, dạ tổ ong, dạ lá sách và dạ múi khế. Dạ cỏ không có các tuyến tiêu hoá nhưng lại có vai trò rất quan trọng, không những là nơi chứa thức ăn mà ở đây còn xảy ra rất nhiều quá trình phân giải và phản ứng hoá học giúp cho việc tiêu hoá chất xơ như quá trình lên men, phân giải các chất hữu cơ, tổng hợp và hấp thu các chất dinh dưỡng.
Dạ cỏ ở trâu bò trưởng thành chiếm tới 80-90% dung tích toàn bộ dạ dày và 70-75% dung tích cơ quan tiêu hoá. Lông nhung ở thành dạ cỏ rất phát triển đã làm tăng bề mật tiếp xúc với thức ăn lên nhiều lần. Trong dạ cỏ trâu bò có một lượng lớn vi sinh vật (chủ yếu là vi khuẩn và nguyên sinh vật). Nhờ hoạt động của hệ vi sinh vật này mà thức ăn (đặc biệt là xơ) được tiêu hoá tạo thành các acid béo bay hơi. Amonia và amino acid, đồng thời cũng tổng hợp nên một số vitamin và protein. Dựa trên những nghiên cứu về hệ vi sinh vật dạ cỏ người ta thấy rằng trâu bò có khả năng tiêu hoá xơ tốt và sử dụng thức ăn thô xanh cao.
Dạ tổ ong là phần tiếp theo, được nối với dạ cỏ bằng một miệng lớn, thức ăn có thể di chuyển dễ dàng. Dạ tổ ong có cấu tạo gồm rất nhiều ngăn nhỏ như tổ ong để làm tăng bề mặt tiếp xúc với thức ăn và giữ vật lạ lại. Chức năng chủ yếu của dạ tổ ong là đẩy thức ăn rắn, thức ăn chua được lên men trở lại dạ cỏ và góp phần đẩy thức ăn lên miệng để nhai lại. Sự lên men thức ăn ở đây cũng tương tự như ở dạ cỏ.
Dạ lá sách là dạ thứ ba tiếp theo dạ tổ ong, có hình cầu, vách được phủ một lớp nhu mô ngắn và có cấu trúc như một quyển sách nhờ các tấm mỏng xếp với nhau làm tăng bề mặt tiếp xúc với thức ăn. Chức năng chính là nghiền nhỏ hơn các thức ăn còn to, lọc và hấp thu các chất dinh dưỡng, hầu hết nước và một phần các chất điện giải được hấp thu ở đây.
Dạ múi khế là dạ dày tuyến, được coi là dạ dày thực, có cấu tạo gồm thân vị và hạ vị, ở đây có các tuyến và dịch tiêu hoá với qưá trình tiêu hoá và hấp thu tương tự như dạ dày đơn của các loài động vật khác. Trong dịch múi khế có các men tiêu hoá như pepsin, chymosin, lipase. Thức ăn ở các túi trước của dạ dày liên tục đi vào dạ múi khế, các tuyến dịch cũng hoạt động liên tục, vi sinh vật và thức ăn còn lại có khả nàng tiêu hoá sẽ được phân giải bởi các men, tiếp tục tiêu hoá và hấp thụ tại ruột non.

## Phân bố

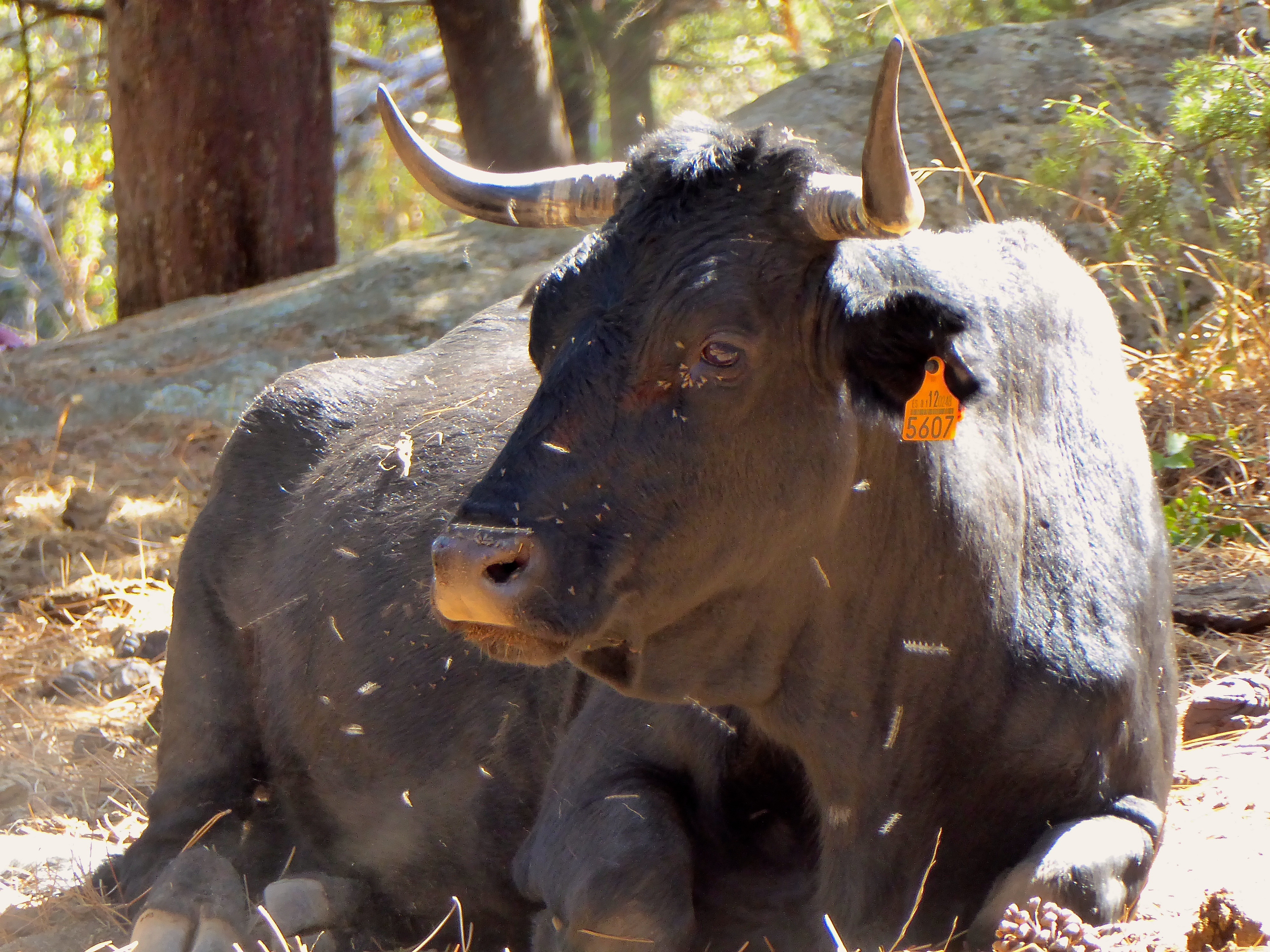
Một con bò tót Tây Ban Nha

Hiện nay có khoảng 1,3 tỷ bò nhà được nuôi dưỡng, làm cho chúng trở thành một trong những loài động vật có vú được thuần hóa đông đảo nhất về số lượng trên thế giới. Các thành viên của chi này hiện tại được tìm thấy ở châu Phi, châu Á, châu Âu và châu Mỹ. Môi trường sinh sống của chúng không đồng nhất và phụ thuộc vào từng loài cụ thể; chúng có thể thấy trên đồng cỏ, rừng mưa, vùng đất ẩm, xavan và các khu rừng ôn đới.
ngoài ra chúng còn có một ít loài có thể sống trên môi trường đới lạnh

## Sinh thái, hành vi và lịch sử sự sống
Các loài bò có tuổi thọ khoảng 18-25 năm trong tự nhiên, còn trong tình trạng nuôi nhốt đã ghi nhận có thể sống tới 36 năm. Chúng có chu kỳ mang thai kéo dài 9-11 tháng, phụ thuộc từng loài và sinh ra chủ yếu là một con non (ít khi sinh đôi) vào mùa xuân, được gọi chung là bê.
Phần lớn các loài di chuyển thành bầy từ 10 tới hàng trăm con. Trong phạm vi phần lớn các bầy có một con đực cho tất cả các con cái.
Nói chung chúng là động vật ăn ban ngày, chỉ nghỉ ngơi trong khoảng thời gian nóng bức vào buổi trưa còn tích cực hoạt động vào thời gian buổi sáng và buổi chiều. Tuy nhiên, trong những khu vực mà con người xâm lấn vào lãnh thổ của bầy đàn thì chúng có thể là những động vật ăn đêm. Một vài loài còn di cư, di chuyển theo nguồn cung cấp thức ăn và nước uống.

## Lịch sử tiến hóa
Các loài bò hiện đại được cho là đã tiến hóa ra từ một tổ tiên chung là bò rừng châu Âu (B. primigenius). Loài này sống sót cho tới tận thập niên 1600 nhưng rốt cuộc thì chúng đã bị săn bắn đến tuyệt chủng.

## Hệ thống và phân loại
- Phân chi Bos

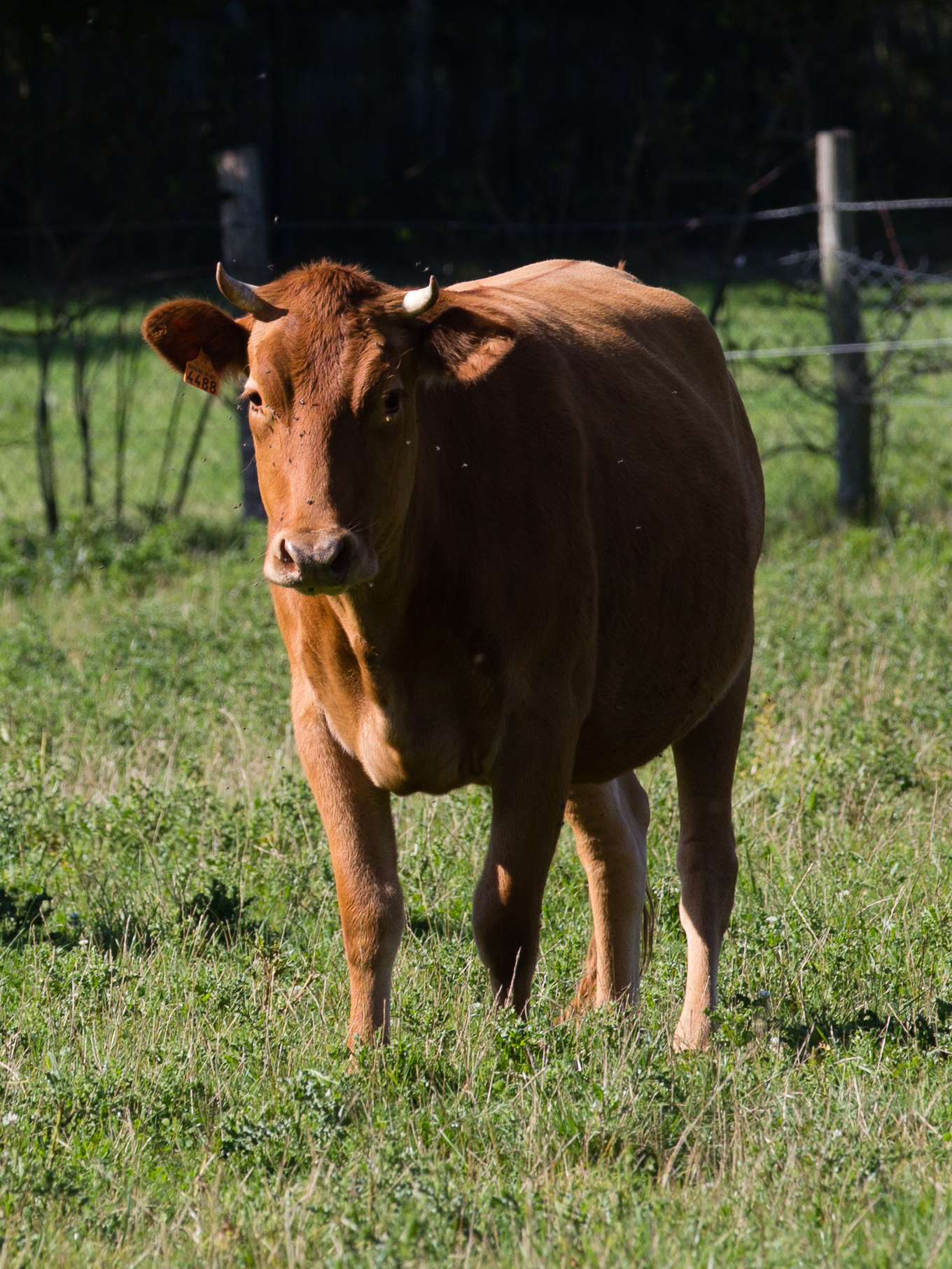
Một con bò thuộc giống bò ôn đới châu Âu không có u

  - Bos primigenius (bò rừng châu Âu) †
  - Bos taurus (bò nhà và bò u, dạng thuần hóa của Bos primigenius)
  - Bos aegyptiacus (bò Ai Cập cổ đại; danh pháp này không được ITIS công nhận) †
  - Bos acutifrons (bò rừng tiền sử) †
  - Bos planifrons (bò trán phẳng) †
- Phân chi Bibos
  - Bos gaurus (bò tót hay bò bison Ấn Độ)
  - Bos frontalis (bò tót nhà hay mithun, dạng thuần hóa của Bos gaurus)
  - Bos javanicus (bò banteng hay bò rừng)
- Phân chi Novibos
  - Bos sauveli (bò xám)
- Phân chi Poephagus
  - Bos grunniens (đồng nghĩa Bos mutus, bò Tây Tạng)

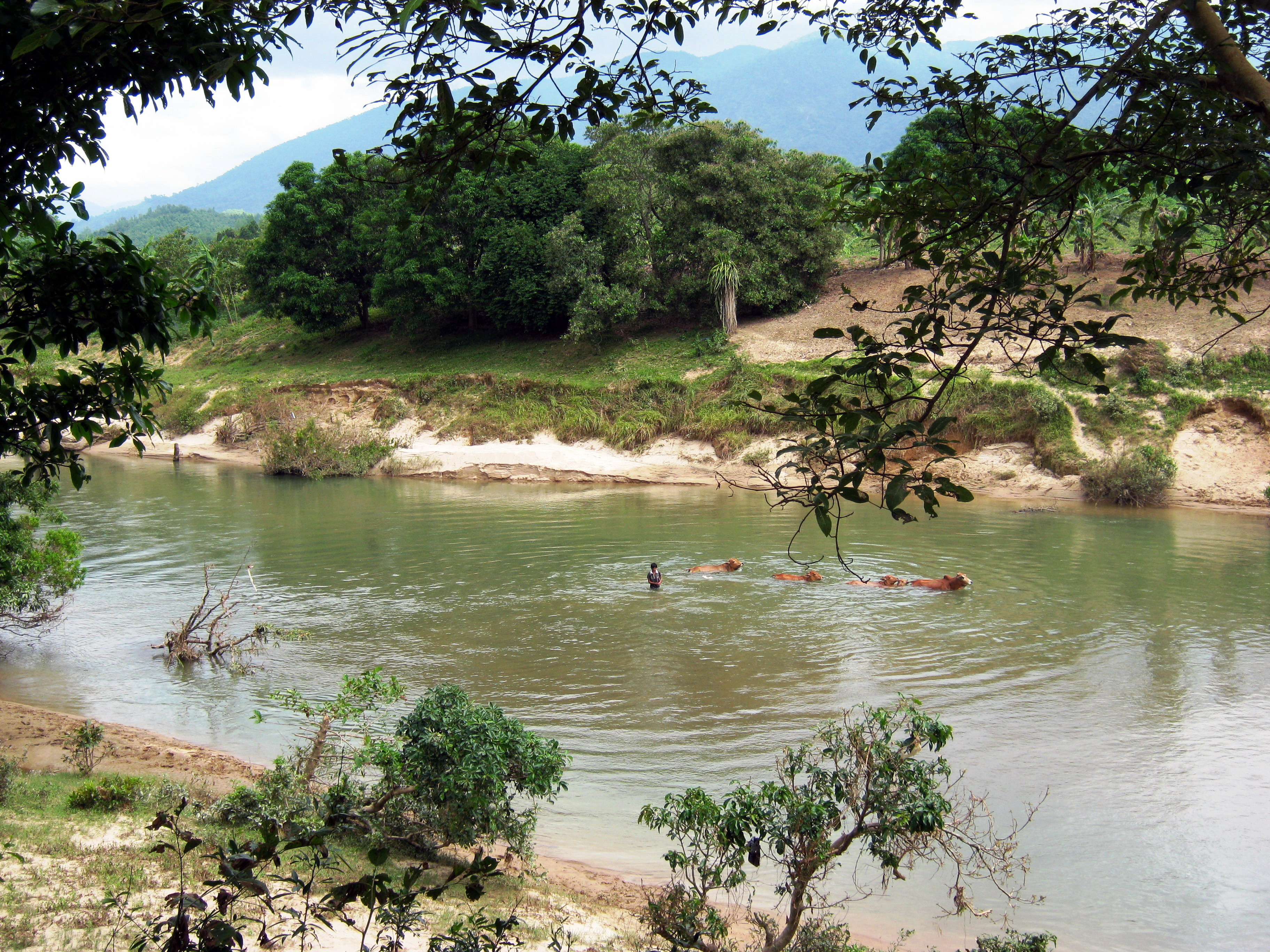
Chăn bò

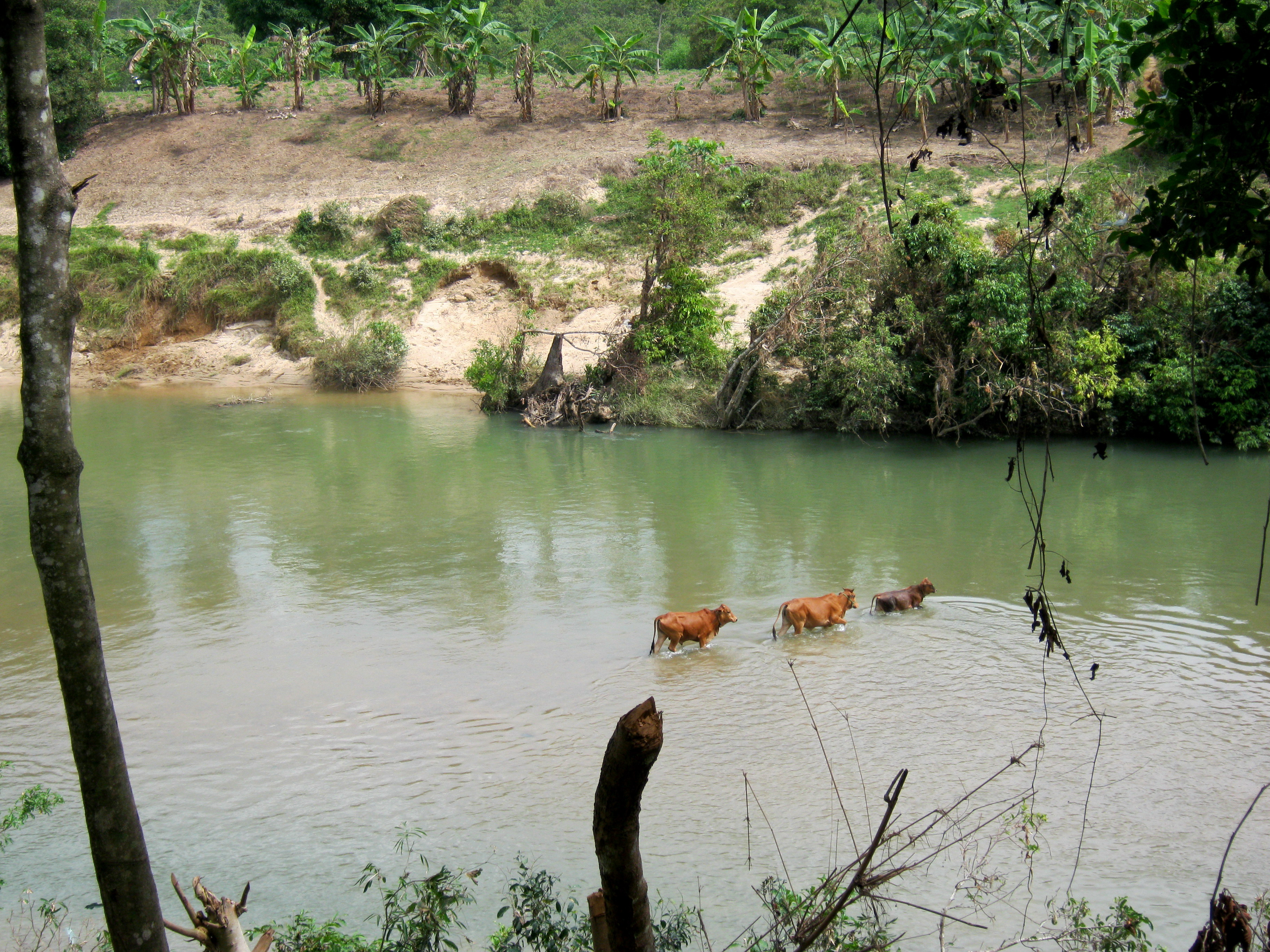
Bò lội qua dòng nước

Năm 2003, Ủy ban quốc tế về danh pháp động vật (ICZN) đã giải quyết tranh cãi tồn tại đã lâu về việc đặt tên cho các loài này (hay các cặp của loài) trong chi Bos mà chứa cả hai dạng hoang dã lẫn thuần hóa. Ủy ban "bảo tồn việc sử dụng 17 tên loài dựa trên các loài hoang dã, mà chúng có trước hay đương thời với những loài dựa trên các dạng thuần hóa", xác nhận Bos primigenius cho bò rừng châu Âu và Bos gaurus cho bò tót. Nếu như bò nhà và bò tót nuôi được coi là các loài tách biệt thì chúng cần được đặt tên khoa học tương ứng là Bos taurus và Bos frontalis; tuy nhiên, nếu chúng được coi là một phần của cùng loài như các họ hàng hoang dã của mình thì tên khoa học chung cho cả loài sẽ tương ứng là Bos primigenius và Bos gaurus.

## Trong văn hóa
Trong văn hóa đại chúng, hình tượng con bò được khắc họa trong nhiều nền văn minh lớn và gắn liền với tín ngưỡng thờ phượng xuất phát từ sự gần gũi và vai trò to lớn của bò trong đời sống của loài người. Nhiều dân tộc sùng kính và tôn thờ con bò, nâng hình ảnh con bò lên vị trí Thần Bò và thờ phụng nó là điển hình là ở Ấn Độ người ta thờ con Bò trắng, người Do Thái thờ con Bê Vàng, người Ai Cập thờ con bò...
Trong văn hóa phương Tây, bò được đề cập qua nhiều câu chuyện thần thoại của Hy Lạp và bò là một con vật trong 12 cung Hoàng Đạo, ứng với cung Kim Ngưu và cũng là một trong những con vật được nhắc đến trong Kinh Thánh. Trong văn hóa Á Đông, bò cũng là động vật nằm trong lục súc, tuy vậy nó bị lép vế nhiều hơn so với hình ảnh con trâu và nhiều khi là hình ảnh ví von cho sự ngờ nghệch.

## Trong công nghiệp ô tô

Hình hiệu đầu bò

Lamborghini là một công ty siêu xe điển hình. Sở dĩ bò là biểu tượng của hãng xe này là vì nhà sáng lập - Ferruccio Lamborghini thuộc tuổi bò và có sở thích xem các trận đấu bò. Từ đây, hầu hết các dòng xe nổi tiếng như Urus hay Gallardo, Huracan đều được lấy theo tên các con bò đã chiến đấu anh dũng trong suốt các trận đấu.

## Tham chiếu
1. ↑  Savage RJG & Long MR (1986). Mammal Evolution: an illustrated guide. New York: Facts on File. tr. 232-235. ISBN 0-8160-1194-X.
2. ↑  Thống kê của FAO Lưu trữ ngày 19 tháng 1 năm 2013 tại Wayback Machine, chọn country = World +, item = Cattle hay Live animals >, element = Stocks, year = 2007.